# Alexi Laiho
Alexi Laiho, all'anagrafe Markku Uula Aleksi Laiho, noto anche con lo pseudonimo di Wildchild (Espoo, 8 aprile 1979 – Helsinki, 29 dicembre 2020), è stato un cantautore e chitarrista finlandese, cofondatore e frontman del gruppo melodic death metal Children of Bodom. È riconosciuto come uno dei chitarristi più creativi e completi del suo genere.

## Biografia
Ha iniziato a suonare il violino all'età di sette anni. Influenzato dal heavy metal, musica che ascoltava la sorella, all'età di 11 anni abbandona il violino per la chitarra elettrica. Ha studiato chitarra e piano al conservatorio. Il suo modo di suonare è stato fortemente influenzato da Roope Latvala che ha in seguito suonato con lui nei Sinergy e dopo ancora nei Children of Bodom. Il suo modo di cantare invece è ispirato principalmente da Phil Anselmo dei Pantera e da Mille Petrozza dei Kreator.
Dopo aver preso parte a un esperimento musicale chiamato T.O.L.K. con alcuni amici del conservatorio, Alexi fondò nel 1993 una band death metal chiamata IneartheD (che in seguito diventò Children of Bodom) assieme al batterista Jaska W. Raatikainen.
Il 31 ottobre 1997, i Children of Bodom suonarono il loro primo spettacolo a Helsinki, come opening act per i Dimmu Borgir.
Silenoz, chitarrista dei Dimmu Borgir, sulla prima esibizione di Laiho: "Potevamo sentire la band di apertura suonare dal backstage. Sembrava che sul palco ci fosse Yngwie Malmsteen in anfetamina. Siamo corsi fuori a guardare lo spettacolo e siamo rimasti lì a bocca aperta".
Dopo aver registrato all'età di 18 anni il primo album con i Children of Bodom, Something Wild, la band ha suonato un concerto in Russia assieme agli Impaled Nazarene e Alexi fu invitato a far parte della band come chitarrista. È stato con gli Impaled Nazarene fino al 2001, ma ha sempre dato a questa band un'importanza di secondo piano.
Alexi è stato ospite nella canzone dei To/Die/For In the Heat of the Night e in alcune canzoni dei Norther. Ha inoltre co-prodotto l'album di debutto dei Griffin.
Nel 2000 ha fondato un progetto punk rock chiamato Kylähullut, assieme a Tonmi Lillman (ex Sinergy) e Vesa Jokinen dei Klamydia. La band è stata creata più per divertimento dei musicisti che per una vera carriera.
Nel febbraio del 2002, Alexi sposa Kimberly Goss, cantante dei Sinergy, con una cerimonia privata in Finlandia. I due si separano nel 2004, rimanendo comunque in buoni rapporti.
Nel dicembre del 2017 Alexi sposa Kelli Wright, una manager di pubbliche relazioni australiana. Tuttavia il matrimonio risulterà illegale, in quanto Laiho e Goss non avevano mai ufficializzato legalmente il proprio divorzio.
Alexi aveva le lettere "COBHC" (Children of Bodom Hate Crew) tatuate sulla mano. Il soprannome "Wildchild" deriva da una canzone degli W.A.S.P..

### La morte
Il 4 gennaio 2021 la pagina ufficiale del chitarrista sui social e i membri della sua band Bodom After Midnight, formata dopo lo scioglimento dei Children of Bodom avvenuto un anno prima, annunciano la morte del musicista, avvenuta il 29 dicembre 2020 a causa di problemi di salute che si protraevano da qualche anno, tra i quali il diabete. Il 5 marzo viene reso noto il certificato di morte, pubblicato dalla ex moglie e compagna nei Sinergy Kimberly Goss (alla quale era comunque rimasto legato legalmente) in cui viene identificata la causa della morte in una degenerazione steatosica del fegato e del pancreas causata dal consumo di alcol. Nel 2023 l'ex tastierista dei Children of Bodom, Janne Wirman, dichiara che nei suoi ultimi anni di vita Laiho aveva provato a disintossicarsi dall'alcol, per poi decidere, nel 2016, di riniziare a bere sino a quando ciò "non lo avrebbe portato alla morte". Sempre secondo Wirman, Laiho non aveva nessuna intenzione di farsi aiutare per le sue dipendenze e ciò portò in seguito alla decisione di sciogliere i Children of Bodom da parte di Wirman e degli altri componenti del gruppo.
Il 16 aprile 2021 viene pubblicato postumo l'EP Paint the Sky with Blood, realizzato con la sua ultima band Bodom After Midnight, contenente due brani inediti e una cover dei Dissection.

## Stile

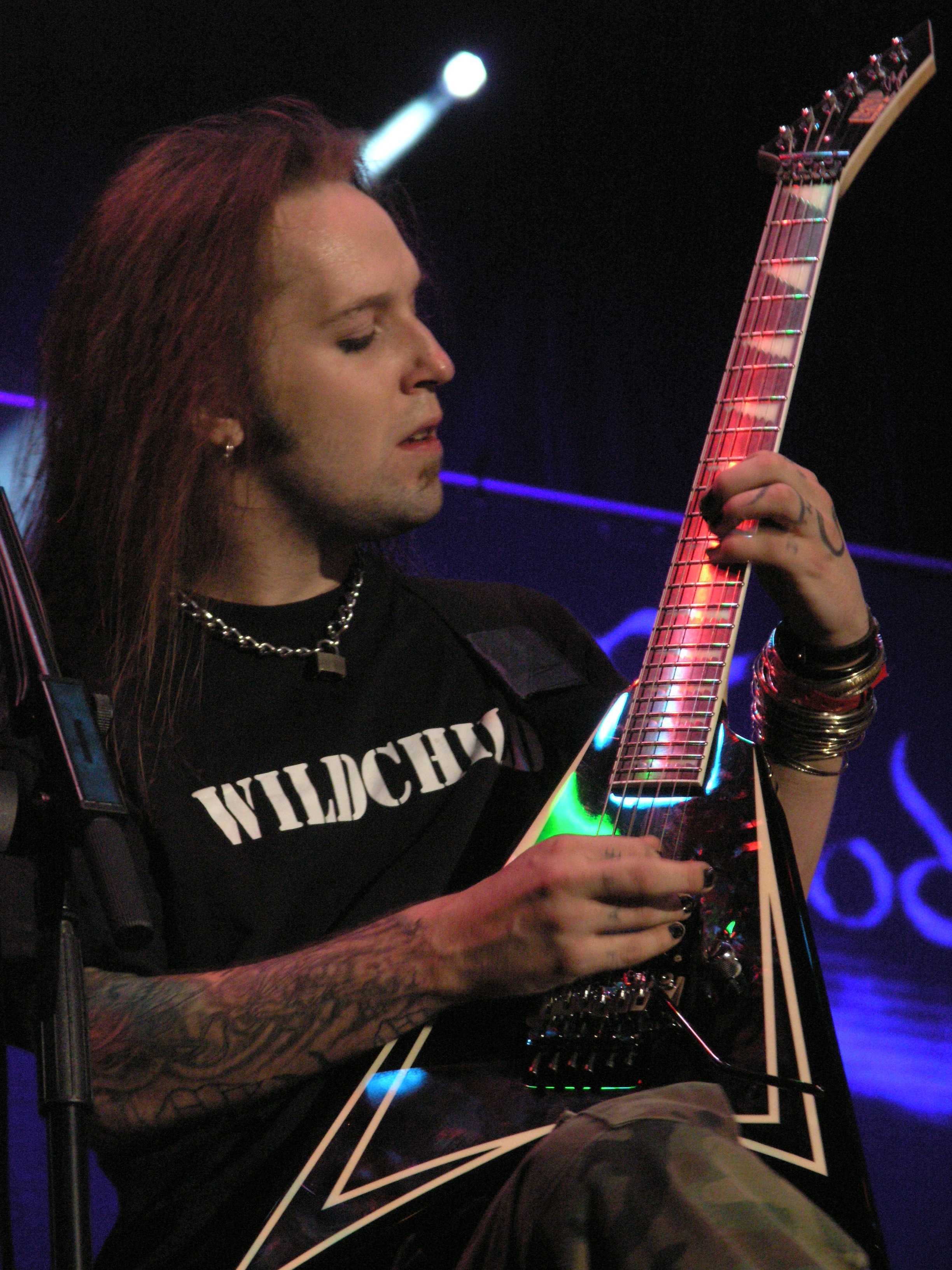
Laiho in concerto

Lo stile chitarristico di Alexi era incentrato sulle capacità tecniche e sulla velocità degli assoli. Era noto per i suoi duelli solistici chitarra-tastiere con Janne Wirman, il tastierista del suo gruppo Children of Bodom. La sua vena stilistica è stata fortemente influenzata dal chitarrista finlandese Roope Latvala, ed indirizzata alla musica classica, soprattutto Johann Sebastian Bach. Successivamente ha integrato nuove strutture nelle sue composizioni, simili a quelle utilizzate da Zakk Wylde dei Black Label Society.
La rivista inglese Guitar World lo ha inserito al 49º posto tra i 50 chitarristi migliori di tutti i tempi.

## Discografia

### Children of Bodom
- 1997 – Something Wild
- 1999 – Hatebreeder
- 2001 – Follow the Reaper
- 2003 – Hate Crew Deathroll
- 2005 – Are You Dead Yet?
- 2008 – Blooddrunk
- 2009 – Skeletons in the Closet
- 2011 – Relentless Reckless Forever
- 2013 – Halo of Blood
- 2015 – I Worship Chaos
- 2019 – Hexed

### Sinergy
- 1999 – Beware the Heavens
- 2000 – To Hell and Back
- 2002 – Suicide by My Side

### Kylähullut
- 2004 – Keisarinleikkaus (EP) (voce, chitarra con il nome "Laiho")
- 2005 – Turpa täynnä (voce, chitarra con il nome "Laiho")
- 2007 – Lisää persettä rättipäille (EP) (voce, chitarra)
- 2007 – Peräaukko sivistyksessä (voce, chitarra)

### Altri
- 1994 – Inearthed - Implosion of Heaven (demo) (voce, chitarra)
- 1995 – Inearthed - Ubiguitous Absence of Remission  (demo) (voce, chitarra, basso)
- 1996 – Inearthed - Shining (demo) (voce, chitarra solista)
- 2000 – Impaled Nazarene - Nihil
- 2000 – Impaled Nazarene - Impaled Nazarene vs. Driller Killer (split con i Driller Killer)
- 2013 – Annihilator - Feast (chitarra solista)
- 2017 – Tuska20 - The Anniversary Song (singolo)
- 2021 – Bodom After Midnight - Paint the Sky with Blood

### Apparizioni come ospiti
- 1999: All Eternity – To/Die/For ("In the Heat of the Night")
- 2003: Norther – Dreams of Endless War [chitarre nella copertina di "Youth Gone Wild".]
- 2003: No Holds Barred – Griffin ("The Sentence", "Bleed")
- 2003: Norther – Mirror of Madness [backing vocals on "Dead", "Everything Is An End", "Mirror Of Madness"]
- 2003: Klamydia – Seokset (chitarra e voce in "Latomeri")
- 2005: Lauri Porra – Lauri Porra ("Solutions")
- 2006: Raskaampaa Joulua (Various artists) – [assolo di chitarra "Petteri Punakuono (Rudolph the Red Nosed Reindeer)"]
- 2006: Rytmihäiriö – Seitsemän Surman Siunausliitto [assolo di chitarra "Pyörillä Kulkeva Kuoleman Enkeli"]
- 2006: Stoner Kings – Fuck the World [assolo di chitarra "Mantric Madness"] (2006)
- 2007: Guitar Heroes album – [tutte le chitarre e il basso della canzone "Sioux City Sarsaparilla", e assolo di chitarra "12 Donkeys"]
- 2007: Godsplague – H8 [guitar solo on "Don't Come Back"; i cori sono attivi "H8"]
- 2007: Pain – Psalms of Extinction [assolo di chitarra "Just Think Again"]
- 2007: Annihilator – Metal [duello di assolo di chitarra con Jeff Waters "Downright Dominate"]
- 2008: Megadeth Live – Peace Sells (But Who's Buying?) [Gigantour 08 voce di sottofondo dal vivo]
- 2009: Saattue – Vuoroveri [assolo di chitarra "Vapahtaja"]
- 2011: Root (Live) [Additional Guitar] – Adrenaline – Deftones
- 2013: Klamydia — Rakas Hullu
- 2013: Spirit in the Room — The Killing Moon
- 2014: Marty Friedman – Lycanthrope (Con Danko Jones)
- 2015: Various Artists – Immortal Randy Rhoads – "Mr. Crowley"
- 2019: Wednesday 13 — Necrophaze – "Animal (Fuck Like a Beast) (W.A.S.P. Cover)"
- 2019: Stoner Kings — Alpha Male — "Down to Zero"
- 2020: Pyhimys — MIKKO — "Fuck the World"
- 2022: Annihilator - Metal 2 - " "Downright Dominate", "Romeo Delight (Van Halen cover)"